# استیسی داش
 استیسی داش (انگلیسی: Stacey Dash؛ زادهٔ ۲۰ ژانویهٔ ۱۹۶۷) یک هنرپیشه، و بازیگر سینما اهل ایالات متحده آمریکا است. وی از سال ۱۹۸۲ میلادی تاکنون مشغول فعالیت بوده‌است.
از فیلم‌ها یا برنامه‌های تلویزیونی که وی در آن نقش داشته است می‌توان به بی سرنخ و من هرگز نمی‌تونم همسر تو باشم اشاره کرد.